# Tomasz Wójtowicz
Tomasz Grzegorz Wójtowicz (22. září 1953 Lublin – 24. října 2022) byl polský volejbalista, jeden z nejvýznamnějších představitelů „zlaté éry“ polského volejbalu 70. let. S polskou mužskou volejbalovou reprezentací získal zlato na olympijských hrách v Montréalu v roce 1976, vyhrál mistrovství světa v roce 1974 a čtyřikrát skončil druhý na mistrovství Evropy (1975, 1977, 1979, 1983). Za národní tým nastupoval v letech 1973–1984 a odehrál za něj 325 zápasů. S italským klubem Santal Parma vyhrál Pohár mistrů, nejprestižnější evropskou klubovou soutěž (1984/85). V roce 2002 byl uveden do Mezinárodní volejbalové síně slávy. V roce 2020 byl vyznamenán Řádem znovuzrozeného Polska. Hráčskou kariéru ukončil v roce 1990, načež si v rodném Lublinu otevřel restauraci. Angažoval se rovněž v politice, v roce 2004 kandidoval do europarlamentu za uskupení Inicjatywa dla Polski a o rok později do polského Sejmu za Právo a spravedlnost.